# Ștefan Burcuș

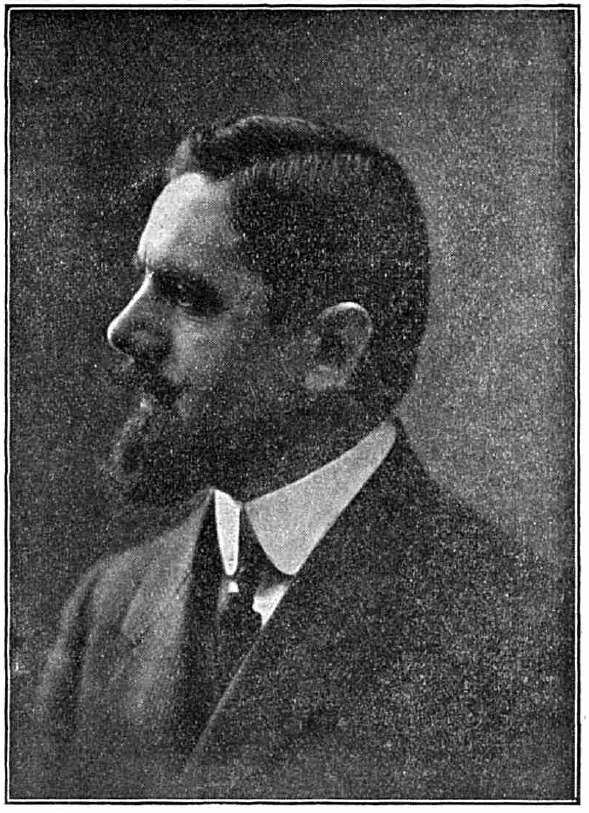
Ştefan Burcuş - arhitectul şef al Expoziţiei din 1906

Ștefan Burcuș (n. 1870, Bacău – d. 21 august 1928, București) a fost un arhitect român cunoscut în țară, dar și în străinătate. A studiat la Școala de Bele Arte din Paris, în urma unui concurs la care au participat arhitecți din întrega lume. Revenit în țară, a lucrat singur sau în colaborare la mai multe proiecte. A fost unul din arhitecții români care a promovat arhitectura neoromânească.

## Studii la Paris
La Paris a lucrat în ateleriul Guadet – Paulin, a participat la cursurile și conferințele renumiților profesori arhitecți ai vremii. În timpul aniilor de studii a câștigat 7 medalii aspect considerat un record pentru participanții la acele cursuri.

## Lucrări și galerie de imagini
Dintre construcțiile proiectate de acesta pot fi enumerate:
- Palatul Bursei (1906-1912)
- Catedrala ortodoxă Sf. Nicolae din Galați - (1906-1917), împreună cu Petre Antonescu
- Castelul Țepeș din Parcul Carol - Expoziția din 6 iunie 1906, împreună cu Victor Ștefănescu[2]
- Palatul Artelor din Parcul Carol, împreună cu Victor Ștefănescu

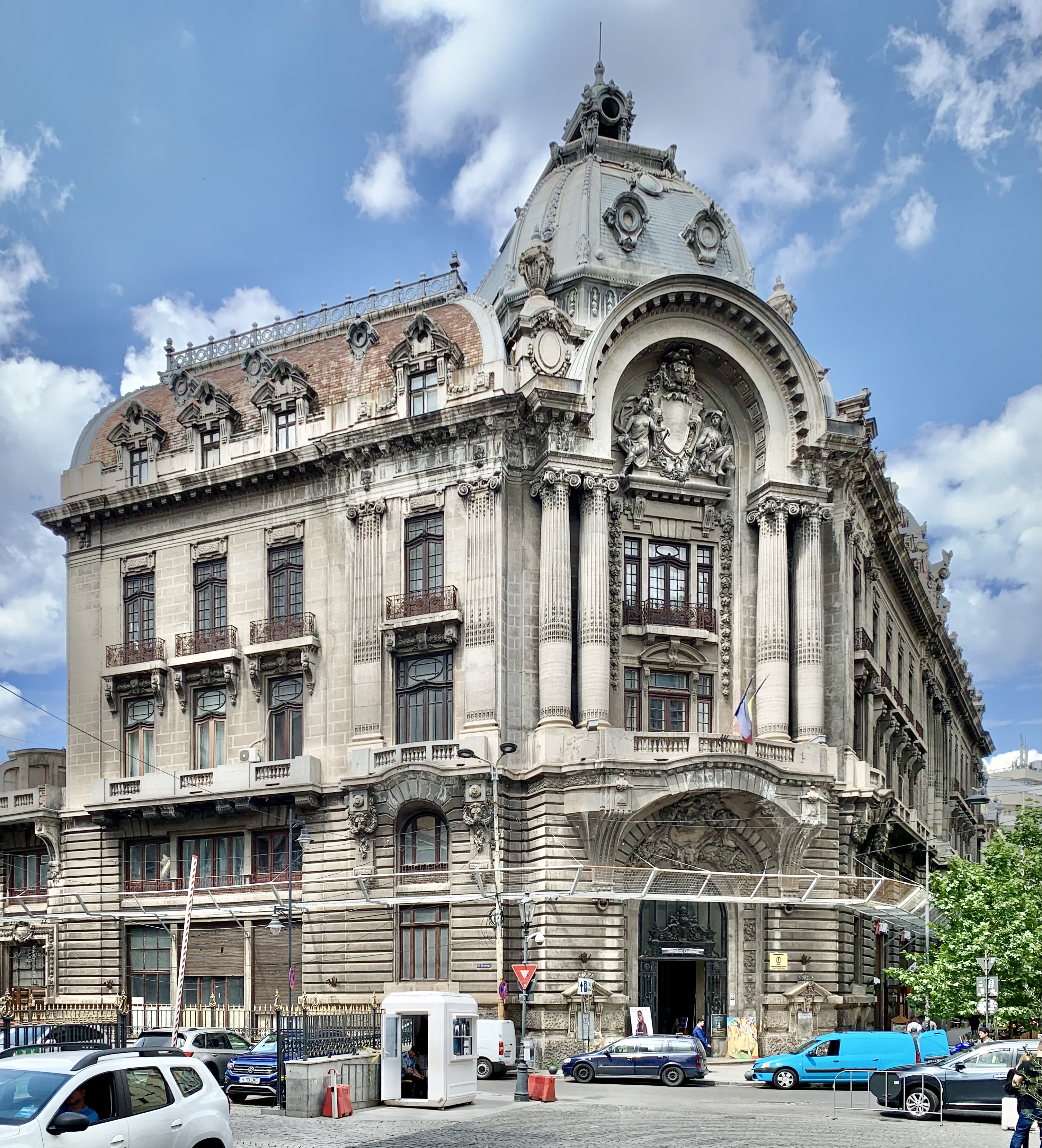
Palatul Bursei
Catedrala arhiepiscopală din Galați

## Articole conexe
- Arhitectură neoromânească
- Petre Antonescu
- Ion D. Berindey
- Grigore Cerchez
- Nicolae Ghica-Budești
- Constantin Iotzu
- Ion Mincu
- Toma T. Socolescu
- Victor Ștefănescu